# Łężce (gromada w powiecie kozielskim)
Łężce – dawna gromada, czyli najmniejsza jednostka podziału terytorialnego Polskiej Rzeczypospolitej Ludowej w latach 1954–1972.
Gromady, z gromadzkimi radami narodowymi (GRN) jako organami władzy najniższego stopnia na wsi, funkcjonowały od reformy reorganizującej administrację wiejską przeprowadzonej jesienią 1954 do momentu ich zniesienia z dniem 1 stycznia 1973, tym samym wypierając organizację gminną w latach 1954–1972.
Gromadę Łężce z siedzibą GRN w Łężcach utworzono – jako jedną z 8759 gromad na obszarze Polski – w powiecie kozielskim w woj. opolskim, na mocy uchwały nr VII/22/54 WRN w Opolu z dnia 4 października 1954. W skład jednostki weszły obszary dotychczasowych gromad Łężce ze zniesionej gminy Reńska Wieś i Urbanowice (bez osiedla Damnik) ze zniesionej gminy Gościęcin oraz osiedle Bytków z dotychczasowej gromady Pociękarb ze zniesionej gminy Większyce w tymże powiecie. Dla gromady ustalono 17 członków gromadzkiej rady narodowej.
Gromadę zniesiono 31 grudnia 1959, a jej obszar włączono do gromad: Reńska Wieś (wieś Łężce, przysiółek Wygoda i osiedle Bytków) i Gościęcin (wieś Urbanowice) w tymże powiecie.